# Bistrița Bârgăului (gmina)
Bistrița Bârgăului – gmina w Rumunii, w okręgu Bistrița-Năsăud. Obejmuje miejscowości Bistrița Bârgăului i Colibița. W 2011 roku liczyła 3815 mieszkańców.